# Espectrofotômetro

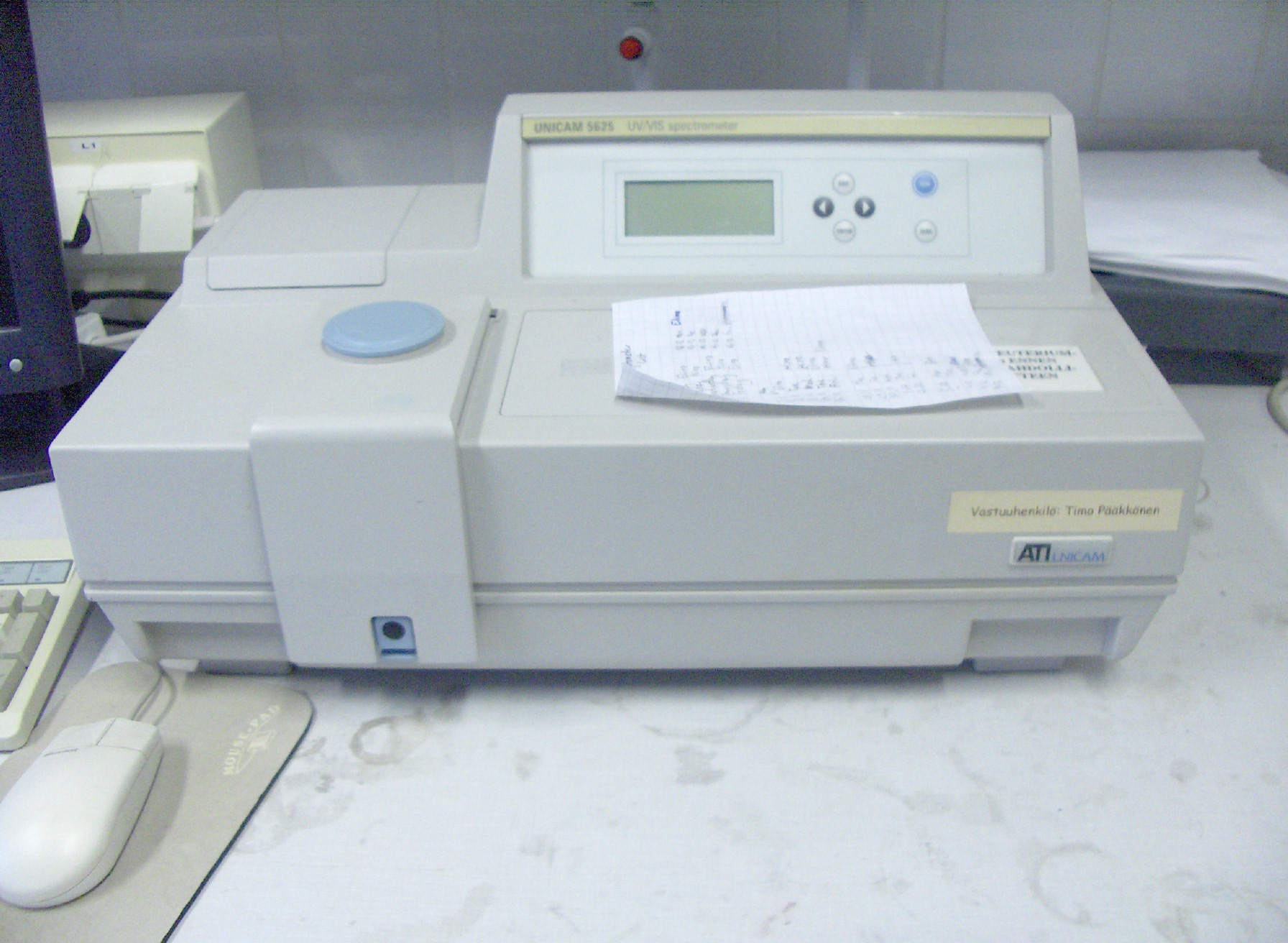
Espectrofotômetro

O espectrofotômetro é um instrumento de análise, amplamente utilizado em laboratórios de pesquisa, capaz de medir e comparar a quantidade de luz (radiação eletromagnética) absorvida, transmitida ou refletida por uma determinada amostra, seja ela solução, sólido transparente ou sólido opaco. Existem duas classes de espectrofotômetros: o de feixe simples e o de duplo feixe e eles são constituídos, essencialmente, por cinco componentes principais: as fontes de radiação, o monocromador, o porta-amostras, os detectores e o indicador de sinal.
O resultado da espectrofotometria é dado por um gráfico que é conhecido como espectro e fornece informações de intensidade por comprimento de onda da fonte de luz. Essa faixa de comprimentos de onda desejados pode ser selecionada antes da realização das medidas, o que torna a medida mais específica e eficaz já que não será necessário um número excessivo de dados para obter o resultado esperado. Os espectrofotômetros mais sofisticados cobrem uma gama de luz entre 200 nm e 2500 nm (ultravioleta a infravermelho). A faixa de comprimentos de onda da radiação eletromagnética mais utilizada está, aproximadamente, entre 350 nm e 750 nm, ou seja, no espectro de luz visível. Para que os resultados obtidos pelas medidas realizadas no espectrofotômetro sejam precisos, é necessário sempre fazer a calibração do instrumento utilizando padrões conhecidos.  

### Espectrofotômetro de feixe simples

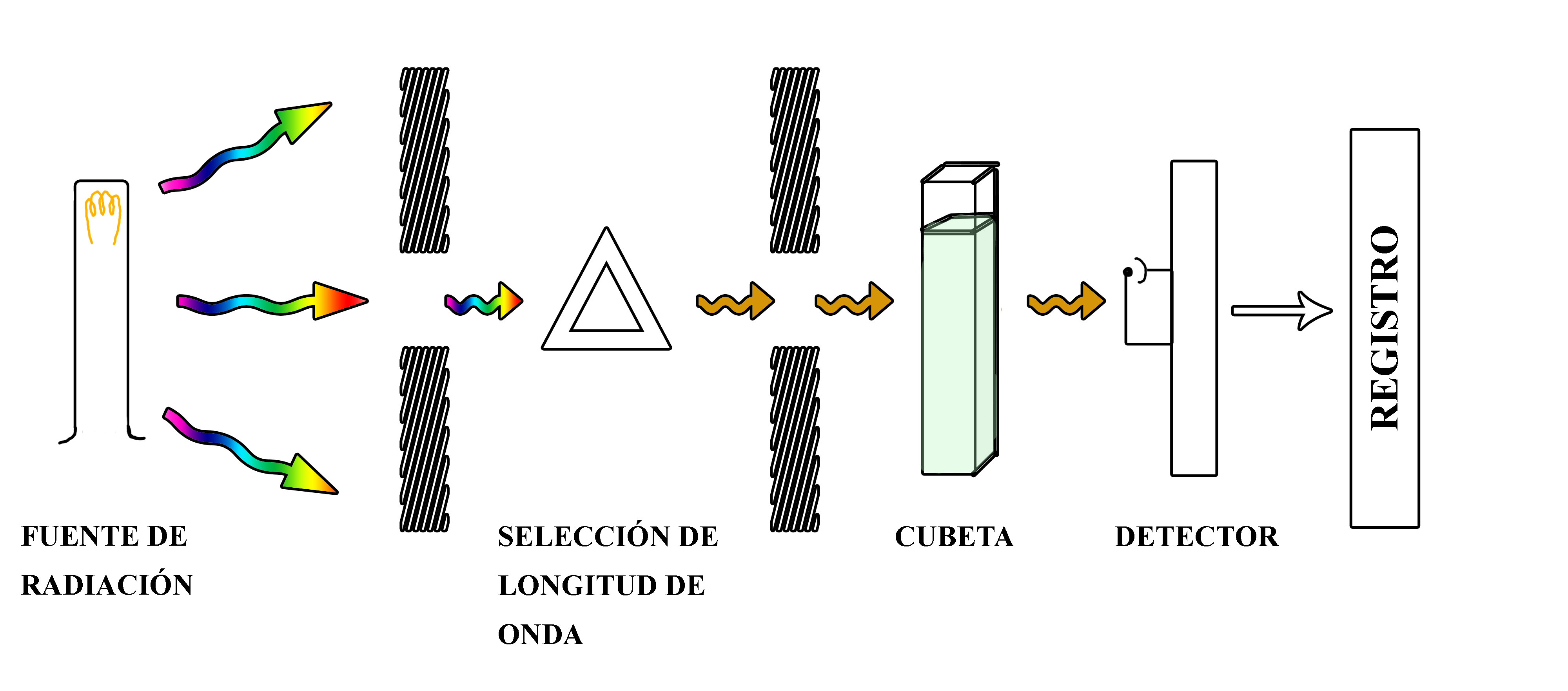
Espectrofotômetro de feixe simples

### Espectrofotômetro de duplo feixe

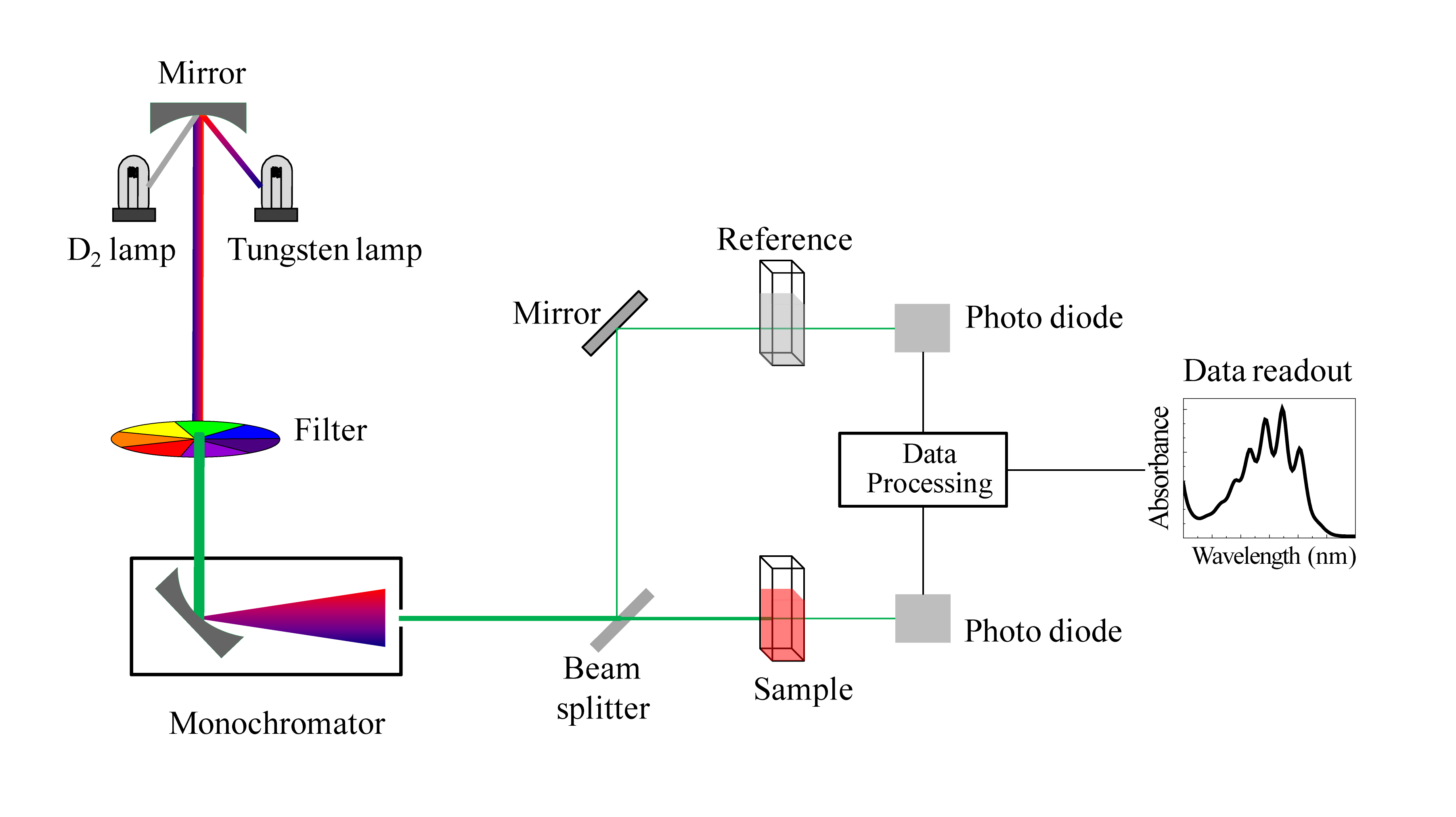
Espectrofotômetro de duplo feixe.

### Transmitância

Transmissão

#### Total

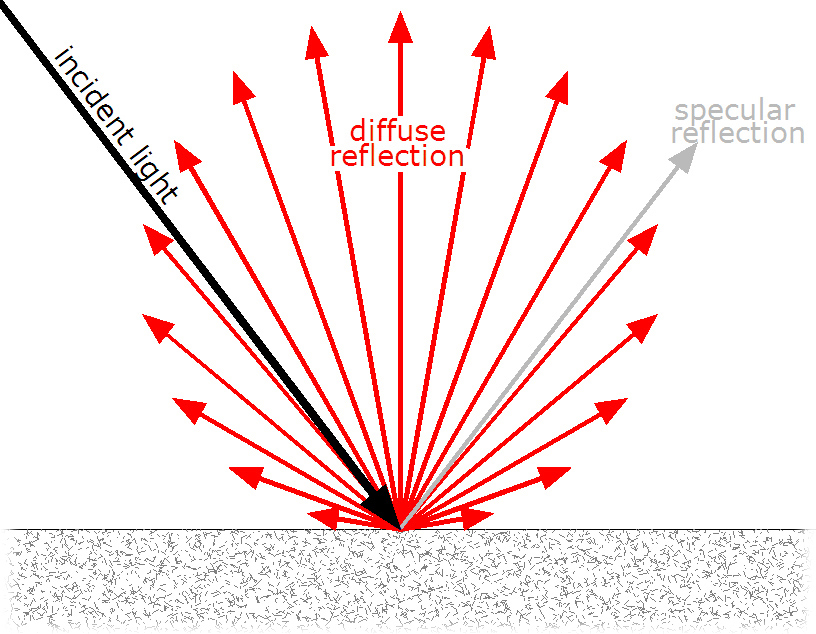
Reflexão Especular e Difusa

## História

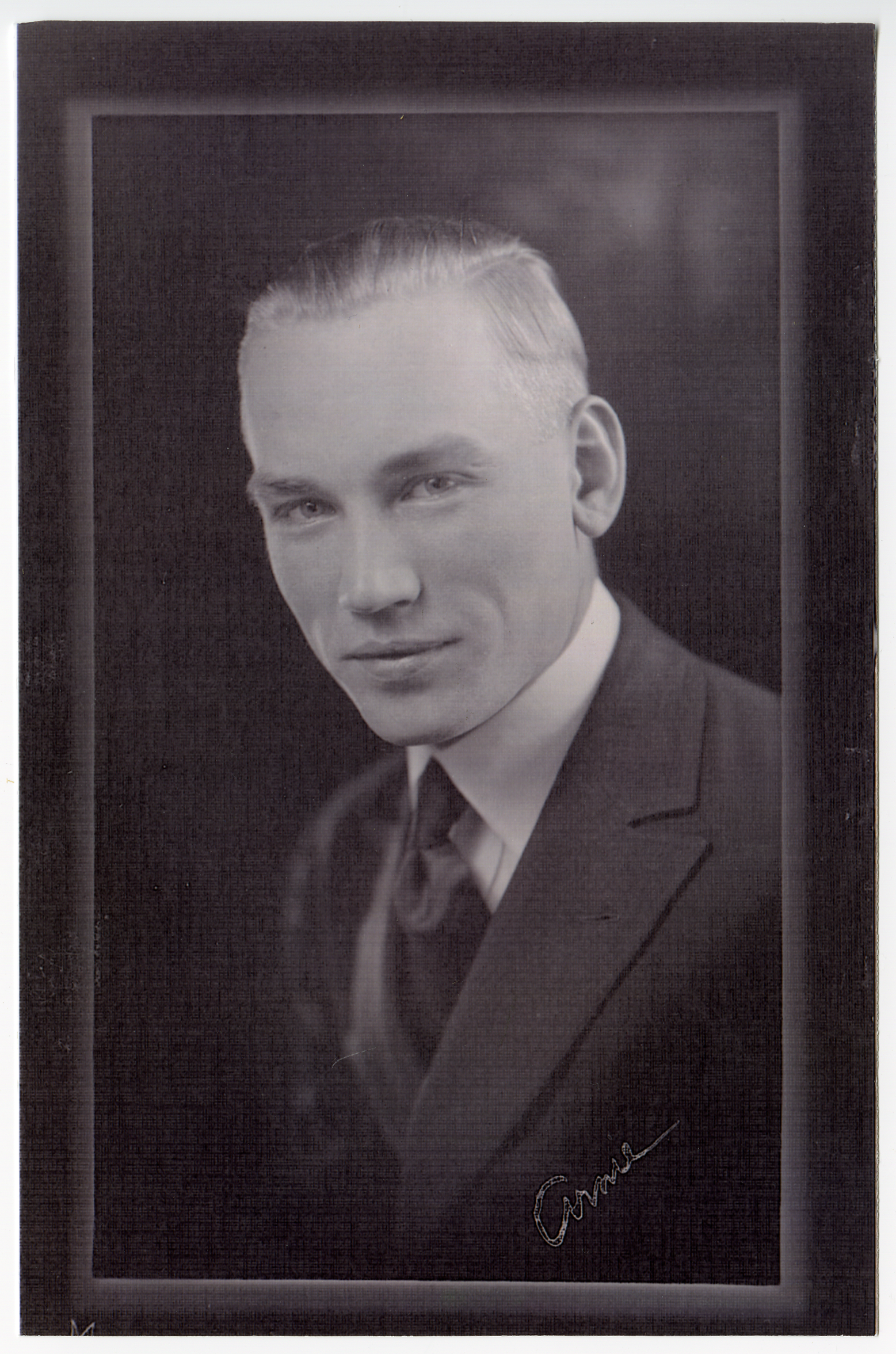
Arnold Beckman, 1921

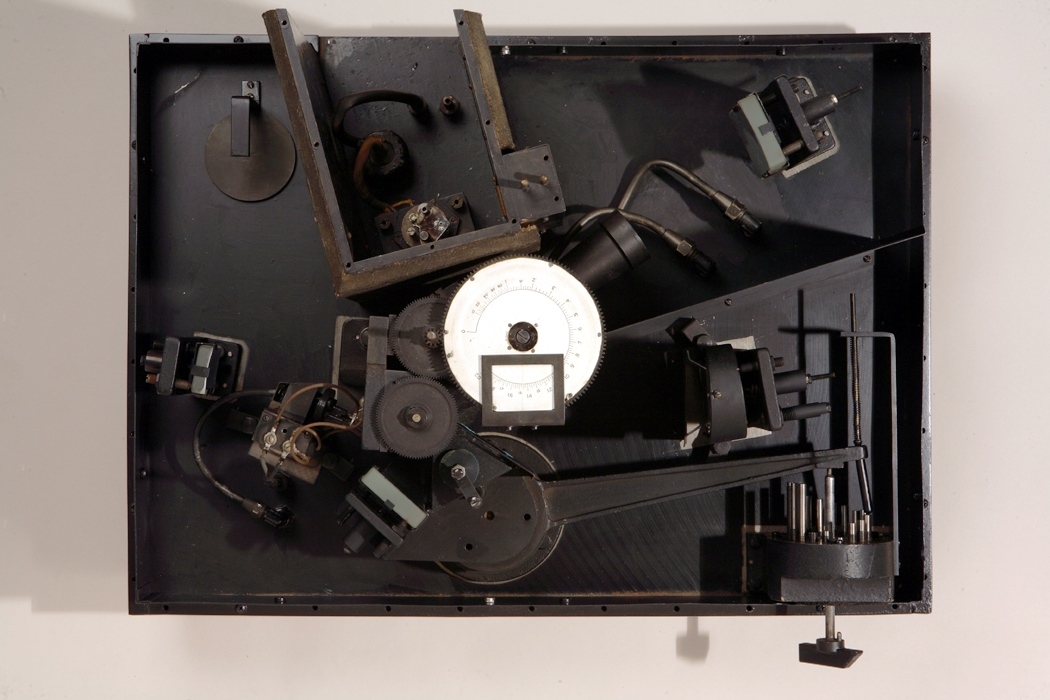
Espectrofotômetro DU, 1941

O primeiro espectrofotômetro foi inventado em 1940, pelo químico americano Arnold O. Beckman (1900 - 2004) e seus colegas dos Laboratórios de Tecnologias Nacionais, na empresa Beckman Coulter Inc., fundada em 1935. O líder do projeto foi o engenheiro americano Howard Cary (1908 - 1991). O espectrofotômetro foi a maior descoberta da empresa.
Antes de 1940, o processo de análise química era muito longo e trabalhoso levando semanas para ser concluído, com uma precisão de apenas 25%, de acordo com o MIT. Em 1940, quando o Espectrofotômetro DU foi introduzido, o processo ficou bem mais simples e rápido, necessitando de apenas alguns minutos para a análise. De acordo com a mesma fonte, a precisão desse instrumento era de 99,99%. A partir de então, esse espectrofotômetro se tornou o instrumento padrão para análises químicas.
No início, existiam problemas de desempenho do espectrofotômetro. Esses problemas levaram a mudanças no projeto. O espectrofotômetro modelo B usava um prisma de quartzo ao invés de um prisma de vidro, melhorando as capacidades UV do dispositivo. O modelo C, logo em seguida, trouxe mudanças que aumentaram a resolução de comprimentos de onda no UV e dessa forma três espectrofotômetros modelo C foram construídos. Em 1941, o modelo D, também conhecido como modelo DU, foi produzido com uma lâmpada de hidrogênio e outros tipos de melhorias. Esse projeto permaneceu essencialmente inalterado entre 1941 e 1976, quando foi interrompido. Até 1976, mais de 30.000 modelos DU e DU-2 tinham sido vendidos. Esses instrumentos foram utilizados em clínicas, laboratórios industriais e na química e bioquímica. 
Em 1981, a empresa Cecil Instruments produziu um espectrofotômetro controlado por um microprocessador, tornando-o um dispositivo automatizado e mais rápido. Entre 1984 e 1985, foram desenvolvidas versões de espectrofotômetros de duplo feixe. Com a década de 1990, veio a adição de softwares externos, controlados pelo computador, que exibiam na tela os espectros resultantes. Hoje, o aperfeiçoamento dos espectrofotômetros continua e suas aplicações vão desde a ciência e a medicina até a investigação de cenas de crime. 
Embora novos modelos tenham sido introduzidos ao longo dos anos, ainda existem muitos espectrofotômetros modelo DU em uso ao redor do mundo. As contribuições extraordinárias de Beckman levaram o presidente George H. W. Bush a dar-lhe a Medalha Nacional de Ciência, em 1989, por sua liderança em desenvolvimento de instrumentação analítica e por sua profunda preocupação com a vitalidade das empresas científicas do país. 

## Princípios físicos
Alguns princípios físicos são importantes para entender o funcionamento dos espectrofotômetros. 

### Lei de Bragg
A Lei de Bragg ou Lei de Difração foi explicada pelo físico australiano William Lawrence Bragg, em 1912. Embora simples, a lei confirmou que existem partículas reais na escala atômica e forneceu uma nova ferramenta para o estudo de cristais utilizando difração de raios X. 

Modelo de Bragg em duas dimensões: A diferença de caminho óptico entre os dois raios é, onde é a distância entre os planos considerados e, o ângulo de incidência.

A difração depende de dois fatores: da estrutura do material e do comprimento de onda utilizado. Então, supõe-se que as ondas incidentes sofrem reflexão especular em planos paralelos de átomos de um cristal, onde cada plano reflete apenas uma porcentagem da radiação. Na reflexão especular, o ângulo de reflexão é igual ao ângulo de incidência (Lei da Reflexão). Embora a reflexão de cada plano seja especular, existem apenas alguns valores para o ângulo de incidência em que as reflexões se somam em fase resultando em um feixe difratado intenso. Nas direções em que as reflexões de planos paralelos de átomos interferem construtivamente, ou seja, nos máximos de intensidade, são observados os feixes difratados. Devemos considerar que o espalhamento é elástico, caso em que a energia inicial é conservada.
Tomando uma família de planos paralelos separados por uma distância {\displaystyle d}, a diferença de caminho entre os raios refletidos por planos vizinhos é {\displaystyle 2d\sin \theta }, onde {\displaystyle \theta } é o ângulo de incidência. Essa diferença é a mesma para qualquer par de planos vizinhos pertencentes àquela família. Assim, para que a intensidade da difração seja máxima, a diferença de percurso deve ser igual a um número inteiro {\displaystyle n} de comprimentos de onda {\displaystyle \lambda }, ou seja, quando:
Esta é a definição da lei de Bragg e é satisfeita apenas quando {\displaystyle \lambda } {\displaystyle \leq 2d}.  

### Lei de Snell

Refração da luz na interface entre dois diferentes índices de refração, com.

A Lei de Snell ou Segunda Lei da Refração foi formulada pelo matemático holandês Willebrord Snellius, em 1621. Ela fornece o desvio angular sofrido por um raio de luz após passar de um meio para outro que tenha um índice de refração diferente. Nesta mudança de meios, a frequência da onda {\displaystyle f} não é alterada, embora a velocidade {\displaystyle v} e o comprimento de onda {\displaystyle \lambda } sejam. A lei é dada pela seguinte expressão:
onde o índice de refração é expresso por: {\displaystyle n={\frac {c}{v}}} .
- {\displaystyle c} = velocidade da luz no vácuo;
- {\displaystyle v} = velocidade no meio escolhido;
- {\displaystyle n} = índice de refração no meio escolhido.

A lei de Snell também pode ser escrita como: 
já que {\displaystyle v=\lambda f}.

## Funcionamento e partes do espectrofotômetro
O funcionamento dos espectrofotômetros é muito simples. A fonte de radiação emite luz (UV, visível ou IR) e essa luz é fracionada pelo monocromador (prisma ou rede de difração) nos comprimentos de onda que a compõem, ou seja, ela sofre refração. A faixa de comprimentos de onda, inicialmente selecionada, é dirigida para a amostra (soluções, filmes finos, pós). Parte dessa luz é absorvida e parte é transmitida. A luz que é transmitida chega ao detector e lá é transformada em um sinal elétrico. Finalmente, o sinal elétrico é recebido pelo computador que transmite esses dados em forma de espectro (absorção x comprimento de onda). 
Como citado anteriormente, os espectrofotômetros são compostos basicamente por cinco partes: a fonte de radiação, o monocromador, o porta-amostras, os detectores e o indicador de sinal. Existem diversos tipos de cada componente de um espectrofotômetro. Abaixo estão listados alguns deles.